# Sonic Firestorm
Sonic Firestorm è il secondo album della band speed power metal inglese DragonForce, uscito nel 2004.

## Il disco
Il disco è stato registrato presso i Thin Ice Studios a Surrey, Regno Unito, fra il 6 ottobre ed il 10 dicembre 2003. Tutte le chitarre sono state registrate all'Herman Li's LamerLuser Studios di Londra. È il primo album della band col bassista Adrian Lambert e col batterista Dave Mackintosh.
Il secondo brano, Fury of the Storm, è il secondo singolo di maggior successo di quest'album; nel 2010, viene inserito anche nella tracklist del videogioco musicale Guitar Hero: Warriors of Rock
L'album è stato pubblicato nel 2010 in una versione completamente rimasterizzata, con un brano aggiuntivo, Cry of the Brave, precedentemente disponibile solo nell'edizione giapponese.

## Tracce
1. My Spirit Will Go On (Sam Totman, ZP Theart, Herman Li) – 7:54
2. Fury of the Storm (Totman, Li) – 6:46
3. Fields of Despair (Totman, Li) – 5:25
4. Dawn Over a New World (Totman) – 5:12
5. Above the Winter Moonlight (Vadym Pružanov, Totman, Li, Theart) – 7:30
6. Soldiers of the Wasteland (Theart, Totman) – 9:47
7. Prepare for War (Li, Theart) – 6:15
8. Once in a Lifetime (Totman, Theart) – 7:46

Traccia bonus
1. Cry of the Brave (Pružanov, Li, Totman, Theart) – 5:46

## Formazione
- ZP Theart – voce, cori
- Herman Li – chitarra elettrica ed acustica
- Sam Totman – chitarra elettrica ed acustica
- Vadym Pružanov – pianoforte, tastiere, chitarra acustica addizionale
- Adrian Lambert – basso
- Dave Mackintosh – batteria

Collaboratori
- Clive Nolan – cori